# Ortega (cépage)
Pour les articles homonymes, voir Ortega.
L’ortega est un cépage de cuve allemand de raisins blancs.

## Origine et répartition géographique
Ce cépage est une obtention de Hans Breider dans l'institut Bayerische Landesanstalt für Weinbau und Gartenbau à Veitshöchheim, près de Würzburg. Son origine génétique est vérifiée : c'est un croisement des cépages müller-thurgau x siegerrebe réalisé à Alzey en 1948.
L’ortega est autorisé dans de nombreux Länder en Allemagne. La superficie plantée est en régression, passant de 1.250 hectares en 1994 à 951 hectares en 2001. En Belgique, il est autorisé dans les AOCs Côtes de Sambre et Meuse, Hageland et Haspengouw.
Son nom est un hommage au philosophe espagnol José Ortega y Gasset[réf. souhaitée].

## Caractères ampélographiques
- Extrémité du jeune rameau cotonneux blanc à nuances rougeâtre
- Feuilles adultes, à 5 lobes avec des sinus supérieurs profonds, en U ouvert, un sinus pétiolaire en lyre à base dégarnie, des dents anguleuses, moyennes, en deux séries, un limbe faiblement aranéeux.

## Aptitudes culturales
La maturité est de deuxième époque précoce : 6 - 8 jours après le chasselas.

## Potentiel technologique
Les grappes sont moyennes et les baies sont de taille moyenne. La grappe est pyramidale, ailée[Quoi ?] et compacte. Le cépage est de bonne vigueur et fertile. Il est résistant au mildiou mais assez sensible à la pourriture grise, à la chlorose, à la coulure et à l’oïdium. La saveur des baies est aromatique et très musquée, servant ainsi aussi comme cépage de table. Le cépage donne des vins blancs secs manquant parfois d'acidité. En vendanges tardives, la qualité des vins est élevée.

## Synonymes
L’ortega est connu sous le sigle Wü B 48-21-4.